# دردار لامع
دردار لامع (الاسم العلمي:Ulmus nitens) هو نوع غير مؤكد يتبع جنس الدردار من فصيلة الدردارية.